# Doctrine Maddens
La doctrine Maddens est une stratégie politique flamande pour le dialogue communautaire développée par le politicologue Bart Maddens de la KU Leuven, visant à rendre la partie opposée (les francophones de Belgique) demandeurs. Cette stratégie a été publiée pour la première fois dans une carte blanche du quotidien néerlandophone belge De Standaard en mars 2009.
Maddens publiait une autre carte blanche dans De Standaard trois jours après les élections régionales belges du 7 juin 2009.
Elle se résume comme suit : 
- utiliser toutes les arcanes juridiques possibles pour créer un système politique flamand parallèle et autonome en Flandre,
- assécher les ressources de l’État fédéral et donc tarir les ressources financières wallonnes et bruxelloises,
- échanger de nouvelles compétences pour la Flandre contre un refinancement des niveaux fédéral, régional wallon et bruxellois.

En fait, plutôt qu'une doctrine, c'est une idée répandue en Flandre selon laquelle l’indépendance flamande s’achètera grâce à l’impécuniosité et la mauvaise gestion chronique francophones.[réf. nécessaire]

## Contexte
Le point de départ de cette approche communautaire flamande est une petite phrase souvent prononcée par les politiciens francophones Joëlle Milquet ou Elio di Rupo : Nous ne sommes demandeurs de rien.
Les Flamands se sont mis dans une mauvaise position de négociation communautaire par leur désir manifeste de réformer l'État. Le mieux pour le Nord est donc d'abandonner cette notion d'urgence et d'attendre le moment où les francophones seront eux-mêmes dans l'urgence.
Ils attendent donc que la crise économique accélère la faillite de l'État fédéral, qui deviendra inéluctable sans réforme du système de partage financier entre fédéral et régions. La situation budgétaire des entités fédérées s'annonce préoccupante et ainsi l'urgence de la réforme de l'État augmentera, vu que la Région wallonne affiche un déficit de 600 millions, la Communauté française de 400 millions et Bruxelles de 400 millions pour 2009. La Flandre connaîtra aussi un déficit d'un milliard d'euros, mais elle espère qu'elle forcera la réforme institutionnelle.[réf. nécessaire] En attendant, la Flandre met le dialogue communautaire en veilleuse.
En ce qui concerne les compétences qui appartiennent toujours au Fédéral, la Flandre devrait, selon la doctrine Maddens, déclencher des procédures de conflit d'intérêts. Elle pourrait ainsi obliger le fédéral à négocier sur des matières comme la politique de l'emploi, augmentant ainsi la pression à réformer l'État et créera de facto un système confédéral. En préconisant le statu quo institutionnel, la Flandre refuserait de prendre en charge une partie du déficit fédéral. Si la Communauté française était alors tentée à rouvrir le dialogue communautaire, les Flamands pourraient, selon le professeur Maddens, alors répondre : Chers amis, on n'est demandeurs de rien, mais si vous insistez....

## Sources
1. ↑   Bart Maddens,On est demandeur de rien, De Standaard, 03-03-2009

- Interview (en néerlandais) du pr. Maddens
- Interview de Maddens dans Le Soir
- B. Maddens,Vlamingen vragen niet langer een staatshervorming,De Morgen 27-05-2009